# Eloise a Natale
Eloise a Natale (Eloise at Christmastime) è un film TV della Disney del 2003, diretto da Kevin Lima.

## Trama
La protagonista, Eloise, è una bambina di 6 anni che vive con la sua tata al Plaza hotel, dove si diverte a mettere in sobbuglio il lavoro di tutti gli impiegati. Questa volta è Natale e tenta di mandare all'aria un matrimonio.